# ویلیام اتی

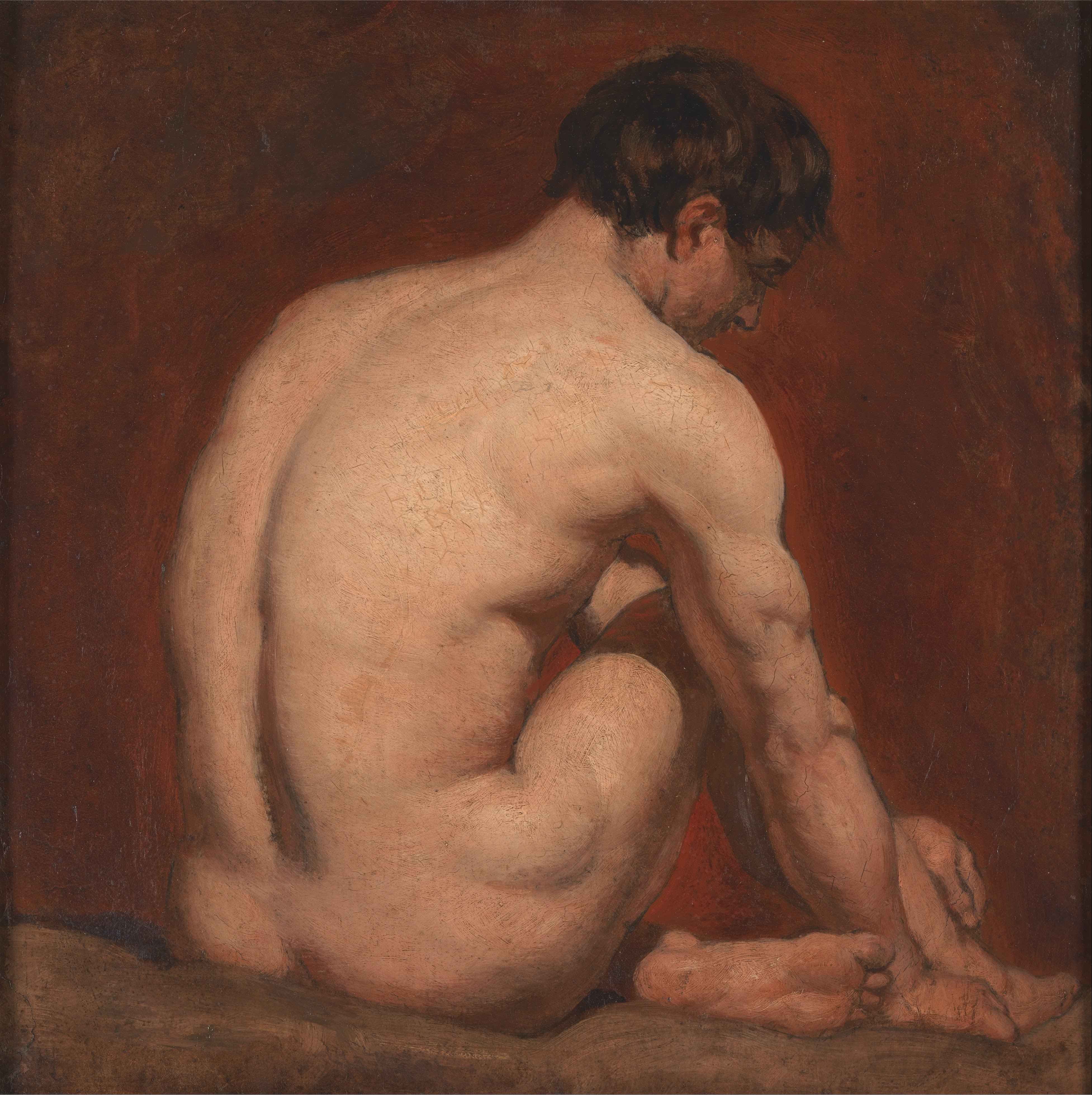
مرد برهنه، زانو زده، از پشت، نام اثری است از ویلیام اِتی، نقاش برجستهٔ انگلیسی در حوالی ۱۸۴۰ میلادی. این اثر اکنون در مجموعهٔ مرکز هنر بریتانیا در ییل قرار دارد.

ویلیام اِتی (William Etty؛ مارس ۱۷۸۷ - نوامبر ۱۸۴۹) نقاش انگلیسی بود. شهرت او بیشتر به دلیل نقاشی‌های برهنه اوست.

## در آغاز
ویلیام اتی در ۱۰ مارس سال ۱۷۸۷، در فیسگیت، یورک به دنیا آمد. وی فرزند هفتم متیو و استر آیتی بود. ویلیام جوان استعداد هنری خویش را از سنین کودکی نشان داد. از ۴ سالگی در مدارس یورک حضار شد و در ده سالگی به آکادمی آقای هال در پوکلینگتون فرستاده شد. در سال ۱۷۹۸ و مطابق با خواست پدرش، آیتی کارآموزی چاپگری در کینگستن هال شد ولی در عین حال در اقات فراغت به نقاشی می‌پرداخت. او در تاریخ ۲۳ نوامبر ۱۸۰۵ با هدف ورود به آکادمی سلطنتی هنر به لندن نقل مکان کرد.

## گالری آثار

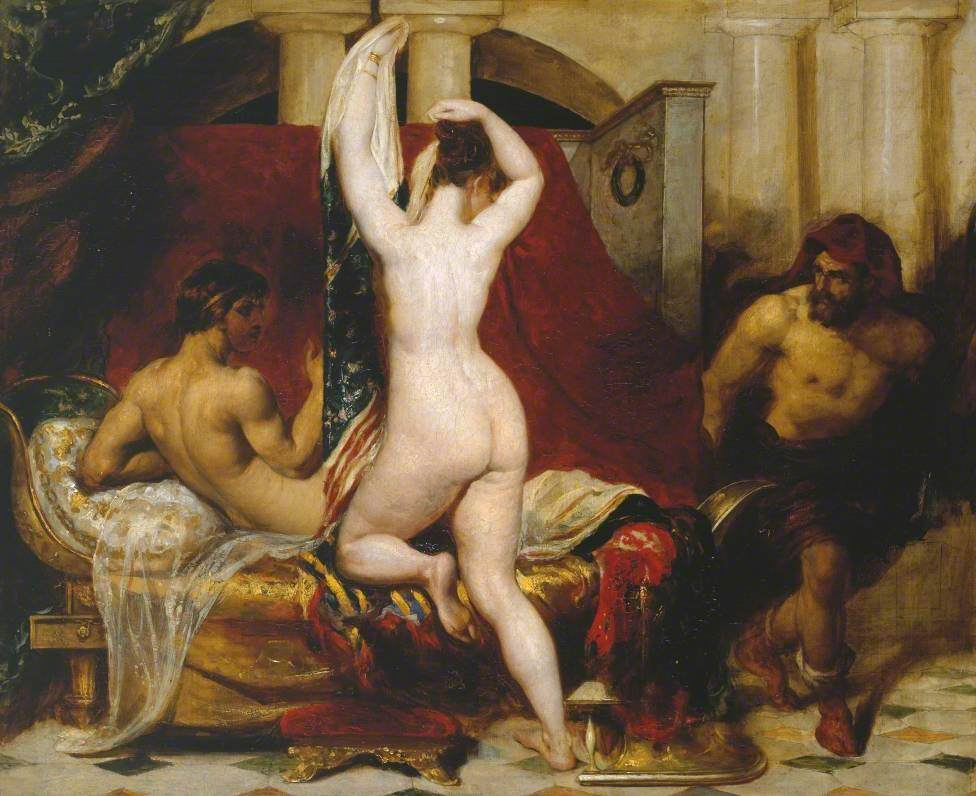
کاندولس، پادشاه لیدیه، همسر خود را پنهانی به ژیگس، یکی از وزیران خود، در حالی که او به رختخواب می رود نشان می دهد.
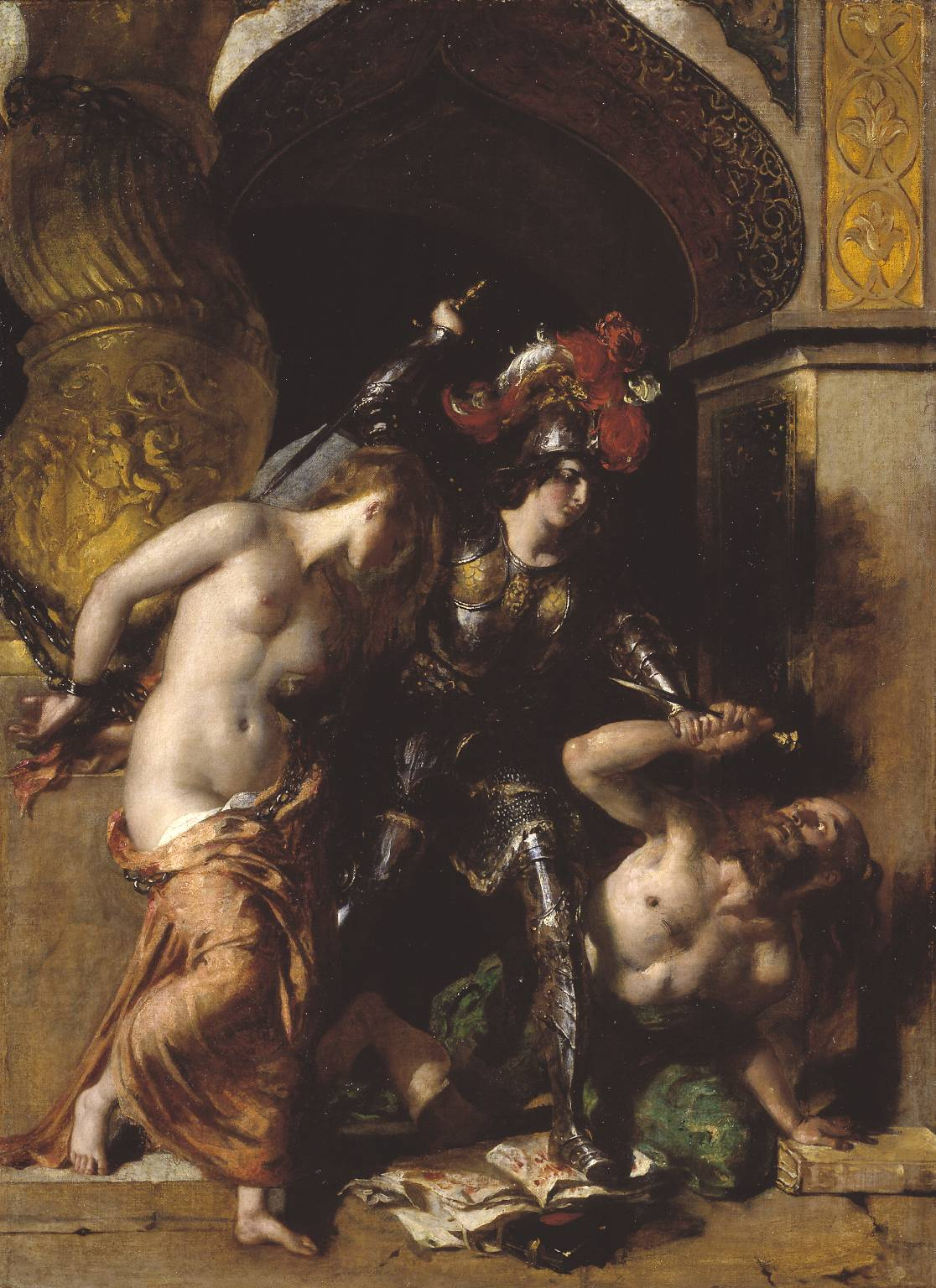
بریتومارت فری آمورت را رهایی می‌دهد
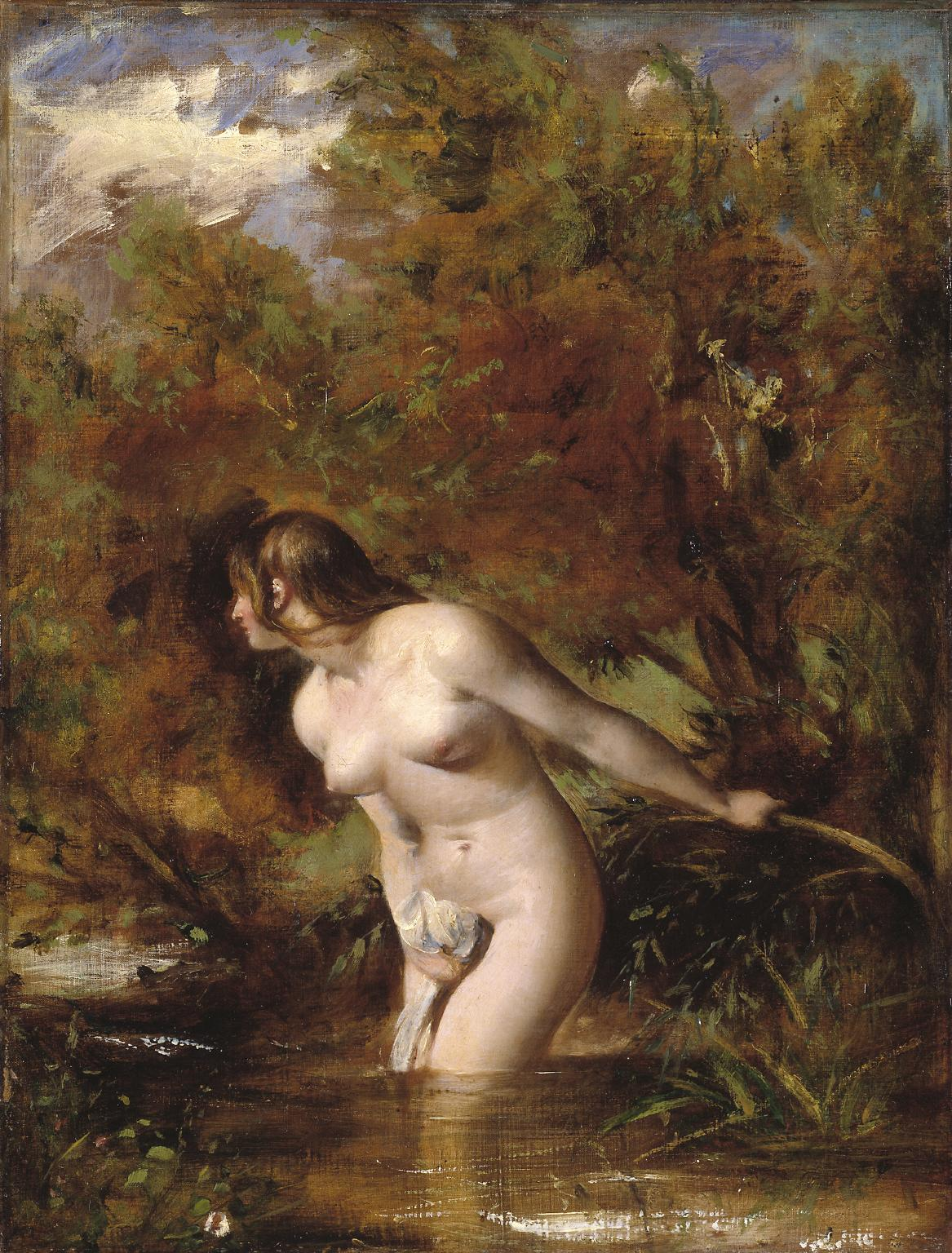
موزیدورا: حمام کننده 'مضطرب در برابر باد مشکوک'
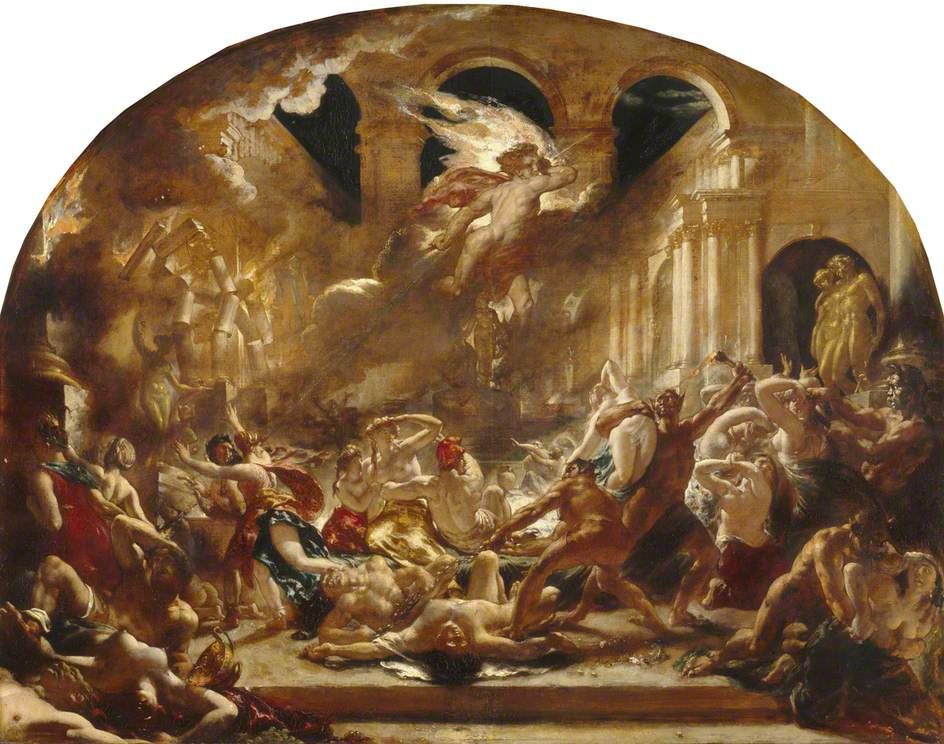
فرشته ویرانگر و اهریمن شیطانی که عیاشی افراد شرور و افراطی را به هم می‌زنند
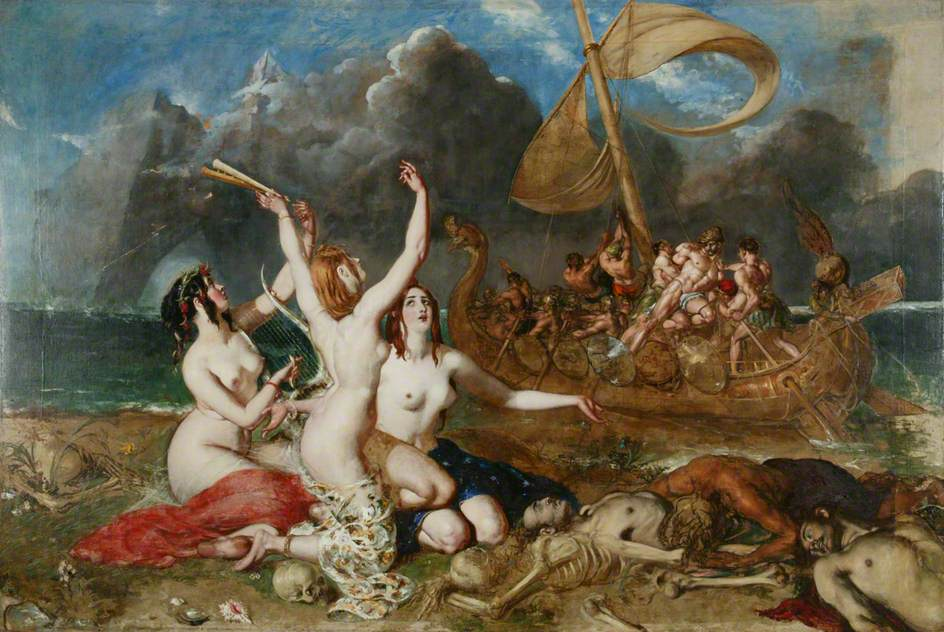
سیرن‌ها و اولیس
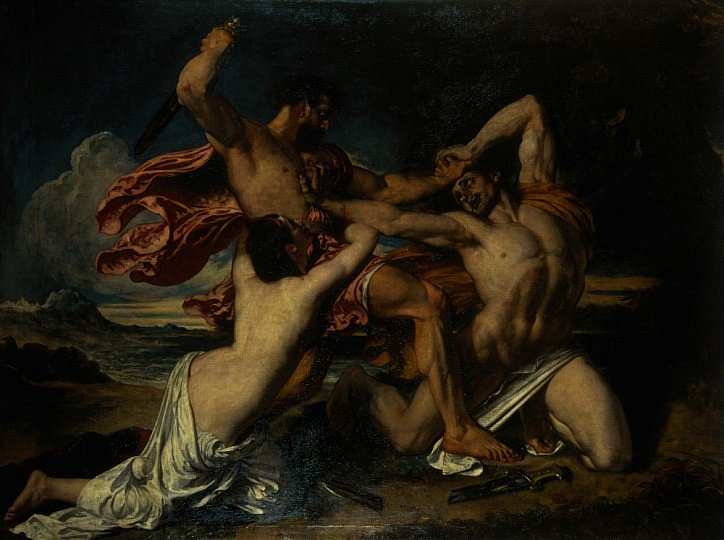
مبارزه: زنی که برای شکست‌خوردگان التماس می‌کند
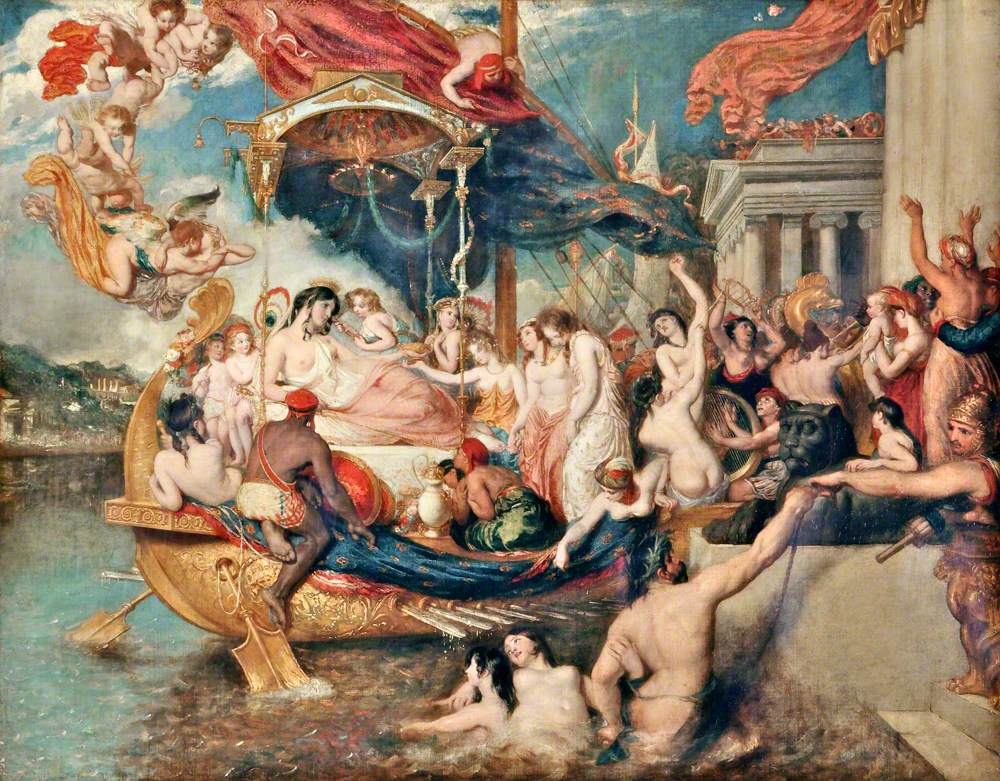
پیروزی کلئوپاترا
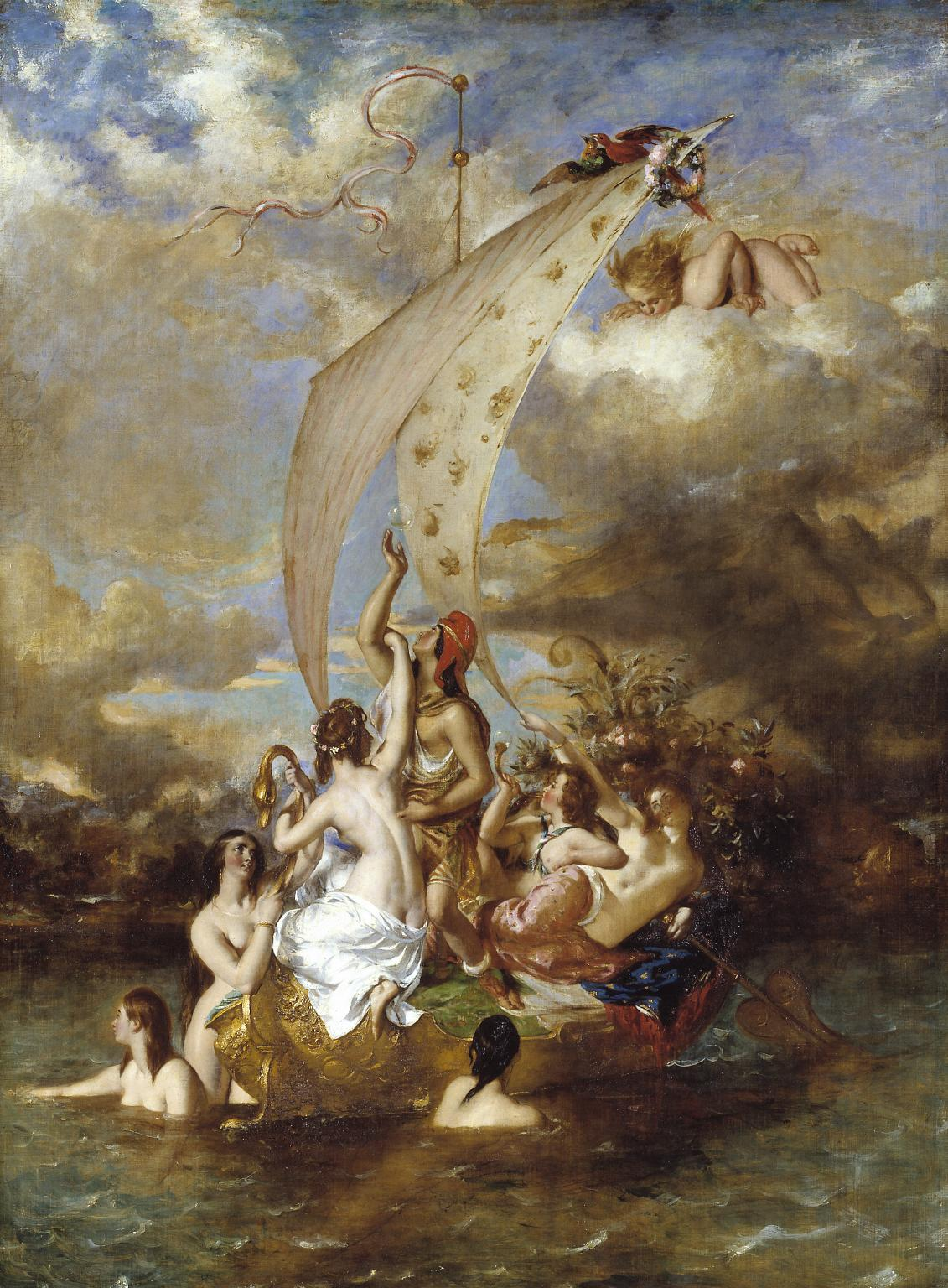
جوانان در عرشه و سرخوشی در سکان کشتی
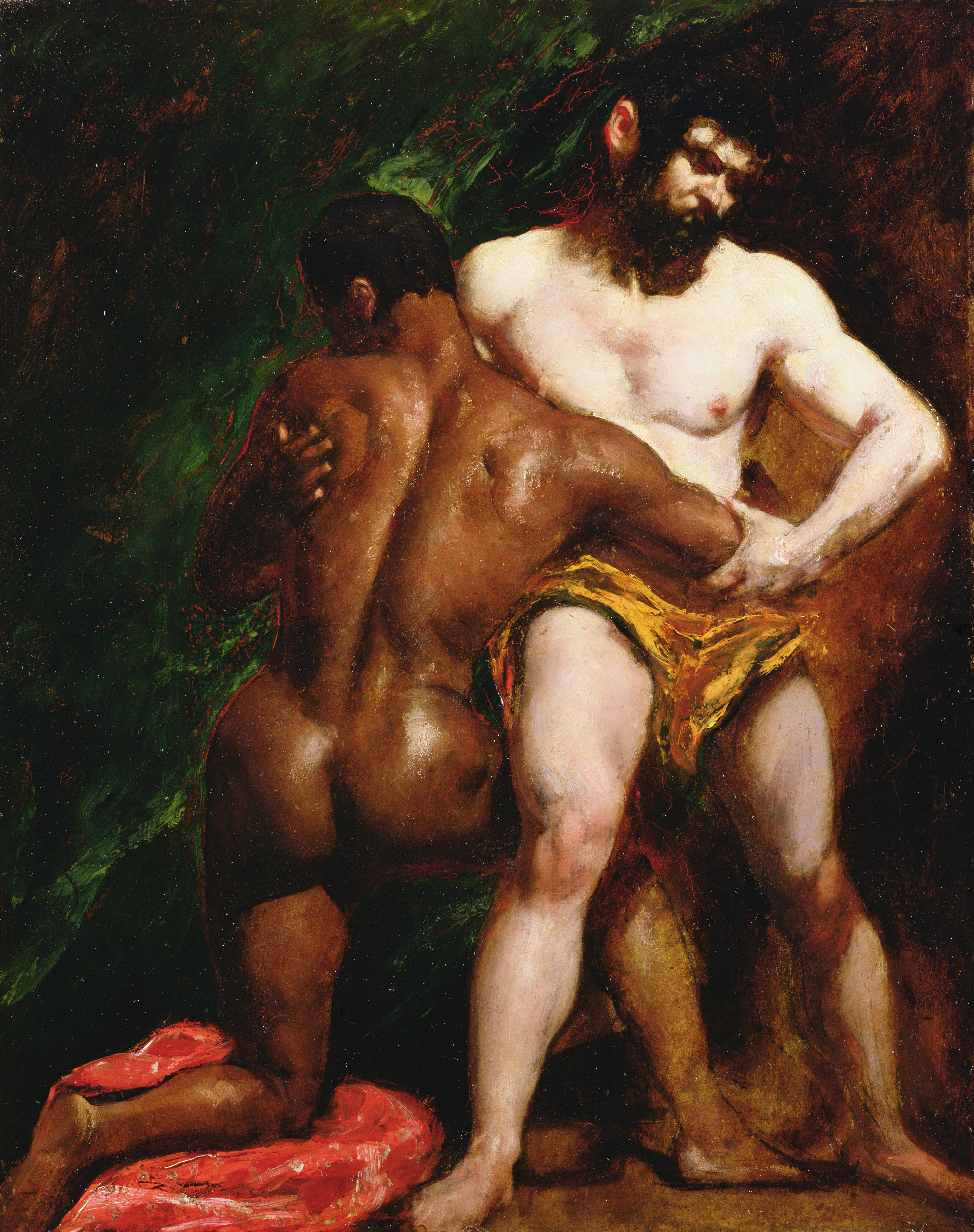
کشتی‌گیران